# Brent Hayden
Brent Hayden (21 de octubre de 1983, Maple Ridge, Columbia Británica) es un nadador canadiense.

## Biografía
Hayden creció en Mission, Columbia Británica y comenzó a nadar cuando tenía cinco años. En su juventud, obtuvo un cinturón negro en karate Isshin-ryū. Asistió a la Universidad de la Columbia Británica durante un año.
Posee el récord de Canadá en los 200 m, 100 m y 50 m en estilo libre. Ganó dos medallas de plata en el 4 × 200 m y 4 × 100 m relevos estilo libre en el Campeonato Mundial de Natación de 2005 en Montreal, Quebec. Además, quedó en el cuarto puesto en 200 metros libres y en el sexto puesto en 100 metros libres, estableciendo nuevos récords de Canadá en ambas pruebas. En el Campeonato Mundial de Natación de 2007 empató para el oro con Filippo Magnini en los 100 metros libres para hombres, estableciendo el nuevo récord canadiense en 48,43 segundos. Se convirtió en el primer canadiense en 21 años para ganar una medalla de oro en un campeonato mundial de natación.
El 26 de mayo de 2007 el alcalde de Mission declaró el "Día de Brent Hayden". El club Mission Marlins renombró la competición que organiza como "Brent Hayden Invitational".
En los Juegos Olímpicos de Pekín 2008, Hayden fue miembro del relevo canadiense de 4 x 100 libres, que terminó sexto, y del relevo de 4 × 200, que terminó en quinta posición. Aunque se clasificó para las semifinales de la prueba de 200 m con el tercer mejor tiempo (Michael Phelps lo hizo con el cuarto), su entrenador decidió que no tomara parte en las mismas para estar descansado en la prueba de 4 × 100 m, que se celebraba el mismo día. En la prueba individual de 100 m libre no se clasificó para la final.
El 14 de junio de 2009, Hayden venció a Michael Phelps en la prueba de 100 m libres del Santa Clara Grand Prix.
En el Campeonato Mundial de Natación de 2011 logró la medalla de plata en los 100 metros libre siendo superado por el australiano James Magnussen.
Después de la decepción que supuso no clasificarse para la final del 100 libre en Pekín, Hayden tuvo su redención en los Juegos Olímpicos de Londres 2012 consiguiendo la medalla de bronce, detrás del estadounidense Nathan Adrian y el australiano James Magnussen.